# Lijst van anarchistische organisaties
Dit is een lijst van anarchistische organisaties in de breedste zin van het woord.
| Bestaan      | Naam                                                | Basis                                       | Beschrijving                                                                        |
| ------------ | --------------------------------------------------- | ------------------------------------------- | ----------------------------------------------------------------------------------- |
| 1827–1830    | Cincinnati Time Store                               | Cincinnati (Ohio), Verenigde Staten         | Mutualistische winkel                                                               |
| 1864-18??    | International Revolutionary Brotherhood             | Internationaal                              | Geheime organisatie opgericht door Michail Bakoenin                                 |
| 1868–1869    | International Alliance of Socialist Democracy       | Internationaal                              | Caucus in the International Workingmans' Association                                |
| 1871-???     | Jura Federation                                     | Zwitserland                                 | Regionale federatie                                                                 |
| 1872–1877    | Anarchist St. Imier International                   | Internationaal                              | Een netwerk opgericht door federaties die uit de Eerste Internationale werden gezet |
| 1886 - heden | Freedom Press                                       | Londen, Verenigd Koninkrijk                 | Uitgeverij                                                                          |
| 1891–1893    | Socialist Revolutionary Anarchist Party             | Italië                                      | Nationale organisatie                                                               |
| 1899–1903    | The Gemidzsii                                       | Ottomaanse Rijk                             | Nationale organisatie                                                               |
| 1903–1906    | Chernoe Znamia                                      | Rusland                                     | Groep van Anarcho-communistische revolutionairen                                    |
| 1905 - heden | Industrial Workers of the World                     | Internationaal                              | Internationale vakbond                                                              |
| 1906 - heden | Anarchist Black Cross                               | Internationaal                              | Organisatie voor politieke ondersteuning                                            |
| 1910 - heden | Central Organisation of the Workers of Sweden       | Zweden                                      | Anarcho-syndicalistische vakbond                                                    |
| 1910 - heden | Confederación Nacional del Trabajo                  | Spanje                                      | Federatie van Anarcho-syndicalistische vakbonden                                    |
| 1910–1912    | Red Brotherhood                                     | Ottomaanse Rijk                             | Anarchistische organisatie                                                          |
| 1910–1914    | Rewolucyjni Mściciele                               | Polen                                       | Militante organisatie                                                               |
| 1911–1912    | Bonnot Gang                                         | Frankrijk / België                          | Illegalistische criminele groep                                                     |
| 1918         | Zwarte Garde                                        | Rusland                                     | Gewapende groep                                                                     |
| 1918–1920    | Nabat                                               | Oekraïne                                    | Anarchistische organisatie                                                          |
| 1919–1933    | Free Workers' Union of Germany                      | Duitsland                                   | Anarcho-syndicalistische vakbond                                                    |
| 1918–1921    | Zwarte Leger                                        | Oekraïne                                    | Guerrilla leger in Oekraïne                                                         |
| 1921 - heden | Anarcho-Syndikalistische Jugend                     | Duitsland                                   | Vereniging voor Anarcho-syndicalistische jeugdbewegingen                            |
| 1922–heden   | International Workers Association                   | Internationaal                              | Federatie van Anarcho-syndicalistische vakbonden                                    |
| 1922         | Los Solidarios                                      | Spanje                                      | Gewapende anarchistische groep                                                      |
| 1925–1928    | Dielo Truda                                         | Rusland                                     |                                                                                     |
| 1927–heden   | Federación Anarquista Ibérica                       | Spanje                                      |                                                                                     |
| 1935 - heden | Federación Libertaria Argentina                     | Argentinië                                  | Nationale federatie                                                                 |
| 1936         | Durruti Column                                      | Spanje                                      | Militaire organisatie                                                               |
| 1937–1938    | Friends of Durruti                                  | Spanje                                      | Groep van Anarcho-Communistische revolutionairen                                    |
| 1937         | Iron Column                                         | Spanje                                      |                                                                                     |
| 1946–1968    | Japanese Anarchist Federation                       | Japan                                       | Nationale vakbond                                                                   |
| 1950–1979    | Syndicalist Workers' Federation                     | Verenigd Koninkrijk                         | Anarcho-syndicalistische vakbond                                                    |
| 1957–heden   | Centre International de Recherches sur l'Anarchisme | Zwitserland                                 | Meertalige anarchistische bibliotheek                                               |
| 1962–heden   | Cuban Libertarian Movement                          | Cuba                                        | Netwerk van Cubaanse anarchisten                                                    |
| 1965–1967    | Provo                                               | Amsterdam, Nederland                        | Beweging van tegencultuur                                                           |
| 1966–1968    | Diggers                                             | San Francisco, Verenigde Staten             | Guerrilla theater                                                                   |
| 1966–1970    | Up Against the Wall Motherfuckers                   | New York, Verenigde Staten                  | Een door dadaïsme geïnspireerde straatbende                                         |
| 1967-???     | Acratas                                             | Madrid, Spanje                              | Lokale protestgroep                                                                 |
| 1968 - heden | International of Anarchist Federations              | Internationaal                              | Coördinator van federaties                                                          |
| 1969-1974    | Kabouterbeweging                                    | Nederland                                   | Ludieke Nederlandse die kritiek uitte op het consumentisme                          |
| 1970–1972    | The Angry Brigade                                   | Verenigd Koninkrijk                         |                                                                                     |
| 1971-1980    | Movement 2 June                                     | Duitsland                                   | Militante organisatie                                                               |
| 1971-1973    | Movimiento Ibérico de Liberación                    | Spanje / Frankrijk                          | Gewapende groep                                                                     |
| 1977-heden   | Eurodusnie                                          | Nederland                                   | Nederlands collectief                                                               |
| 1977 - heden | Free Workers' Union                                 | Duitsland                                   | Anarcho-syndicalistische vakbond                                                    |
| 1977 - heden | Jura Books                                          | Sydney, Australië                           | Infoshop                                                                            |
| 1977–1987    | Social Revolutionary Anarchist Federation           | Verenigde Staten                            | Nationale federatie                                                                 |
| 1979–1987    | Action directe                                      | Frankrijk                                   | Urban guerrilla groep                                                               |
| 1979 - heden | Anarchist Black Cross Network                       | Internationaal                              | Organisatie voor politieke ondersteuning                                            |
| 1979 - heden | Confederación General del Trabajo                   | Spanje                                      | Anarcho-syndicalistische vakbond                                                    |
| 1979 - heden | Solidarity Federation                               | Verenigd Koninkrijk                         | Anarcho-syndicalistische federatie                                                  |
| 198? - heden | Haringey Solidarity Group                           | Londen, Verenigd Koninkrijk                 | Lokaal collectief                                                                   |
| 1980 - heden | Food Not Bombs                                      | Internationaal                              | Collectief dat vegetarisch voedsel voorziet                                         |
| 1980–1983    | Committee for Liquidation of Computers (CLODO)      | Frankrijk                                   |                                                                                     |
| 1981–1984    | Libertarian Workers' Group                          | Verenigde Staten                            |                                                                                     |
| 1982         | Squamish Five                                       | Canada                                      | Urban guerrilla                                                                     |
| 1982         | Anarchist Party of Canada                           | Canada                                      | Dadaïstische politieke partij                                                       |
| 1982 - heden | Anarchist Bookfair                                  | Londen, Verenigd Koninkrijk                 | Jaarlijkse anarchistische boekenmarkt                                               |
| 1983 - heden | Class War                                           | Verenigd Koninkrijk                         | Uitgeverij                                                                          |
| 1983 - heden | Workers Solidarity Alliance                         | New York, Verenigde Staten                  | Anarcho-syndicalistische groep                                                      |
| 1984 - heden | Green Anarchist                                     | Londen, Verenigd Koninkrijk                 |                                                                                     |
| 1984 - heden | Workers Solidarity Movement                         | Ierland                                     | Platformistische organisatie                                                        |
| 1986 - heden | Anarchist Federation                                | Ierland, Verenigd Koninkrijk                | Anarcho-communistische federatie                                                    |
| 1986 - heden | Federation of Anarchist Communists                  | Italië                                      | Anarcho-communistische federatie                                                    |
| 1987 - heden | AK Press                                            | Oakland (Californië), Verenigde Staten      | Uitgeverij                                                                          |
| 1987 - heden | Anti-Racist Action                                  | Canada / Verenigde Staten                   | Militant anti-fascistisch netwerk                                                   |
| 1987–1991    | Revolutionary Anarchist Bowling League              | Minnesota, Verenigde Staten                 | Lokaal netwerk                                                                      |
| 1988 - heden | Federacja Anarchistyczna                            | Polen                                       | Nationale federatie                                                                 |
| 1989 - heden | Ontario Coalition Against Poverty                   | Ontario, Canada                             | Anti-poverty direct action network                                                  |
| 199? - heden | Awareness League                                    | Nigeria                                     | Anarcho-syndicalistische associatie                                                 |
| 1991 - heden | Alternative libertaire                              | Frankrijk                                   | Uitgeverij                                                                          |
| 1991 - heden | CIB Unicobas                                        | Italië                                      | Syndicalistische vakbond                                                            |
| 1992 - heden | Critical Mass                                       | Internationaal                              | Netwerk voor directe actie met de fiets                                             |
| 1992 - heden | Homes Not Jails                                     | Verenigde Staten                            |                                                                                     |
| 1992 - heden | Mujeres Creando                                     | Bolivia                                     |                                                                                     |
| 1993–1998    | Love and Rage                                       | Mexico / Verenigde Staten                   | Continentale federatie                                                              |
| 1993 - heden | Red and Anarchist Skinheads                         | Internationaal                              | Antiracistische, antifascistische groep van skinheads                               |
| 1993 - heden | Swedish Anarcho-syndicalist Youth Federation        | Zwitserland                                 |                                                                                     |
| 1995 - heden | Anarchist Black Cross Federation                    | Internationaal                              | Organisatie voor politieke ondersteuning                                            |
| 1995 - heden | Comision de Relaciones Anarquistas                  | Venezuela                                   | Nationaal netwerk                                                                   |
| 1995 - heden | Federação Anarquista Gaúcha                         | Rio Grande do Sul, Brazilië                 | Nationale federatie                                                                 |
| 1996 - heden | Institute for Anarchist Studies                     | New York, Verenigde Staten                  | Denktank                                                                            |
| 1996         | Peoples' Global Action                              | Internationaal                              |                                                                                     |
| 1996-2000    | Revolutionary Nuclei                                | Griekenland                                 | Militante groep                                                                     |
| 1996–heden   | Nieuw Revolutionair Alternatief                     | Rusland                                     |                                                                                     |
| 1997–2012    | Bring the Ruckus                                    | Verenigde Staten                            |                                                                                     |
| 1997-2008    | G7 Welcoming Committee Records                      | Canada                                      | Onafhankelijk platenlabel                                                           |
| 1998 - heden | Biotic Baking Brigade                               | Verenigde Staten                            | Taart gooiende activisten                                                           |
| 1998 - heden | CrimethInc.                                         | Verenigde Staten                            |                                                                                     |
| 1998–2003    | Movement Against the Monarchy                       | Londen, Verenigd Koninkrijk                 | Anti-Monarchistische groep                                                          |
| 1999-2002    | Black Star                                          | Griekenland                                 | Gewapende groep                                                                     |
| 1999–2002    | Direct Action Network                               | Verenigde Staten                            | Antiglobalistische confederatie                                                     |
| 1999 - heden | Indymedia                                           | Internationaal                              | Globaal netwerk van journalisten                                                    |
| 1999–2011    | North Eastern Federation of Anarchist Communists    | Canada, Verenigde Staten                    | Regionale federatie                                                                 |
| 1999 - heden | Space Hijackers                                     | Verenigd Koninkrijk                         |                                                                                     |
| 2000 - heden | Green Anarchy                                       | Eugene (Oregon), Verenigde Staten           | Regionale federatie                                                                 |
| 2000 - heden | Red and Black Cafe                                  | Portland (Oregon), Verenigde Staten         | Restaurant                                                                          |
| 2001 - heden | Black Bridge International                          | Internationaal                              |                                                                                     |
| 2001 - heden | Curious George Brigade                              | New York, Verenigde Staten                  | Denktank                                                                            |
| 2001–2005    | Federation of Revolutionary Anarchist Collectives   | Verenigde Staten                            | Regionale federatie                                                                 |
| 2000 - heden | Rhizome Collective                                  | Austin (Texas), Verenigde Staten            | Lokaal collectief                                                                   |
| 2002 - heden | Autonomous Action                                   | Rusland / Wit-Rusland / Oekraïne            | Nationale federatie                                                                 |
| 2002 - heden | Thieves in Black                                    | Athene, Griekenland                         | Criminele groep                                                                     |
| 2002 - heden | Pittsburgh Organizing Group                         | Pittsburgh (Pennsylvania), Verenigde Staten | Lokale directe actie groep                                                          |
| 2003 - heden | Anonymous                                           | Internationaal                              | Directe actie, hacktivisme                                                          |
| 2003 - heden | Anarchists Against the Wall                         | Israël                                      |                                                                                     |
| 2003 - heden | Anarchist People of Color                           | Verenigde Staten                            | Nationaal netwerk                                                                   |
| 2003 - heden | Informal Anarchist Federation                       | Italië                                      | Federatie van militant anarchistische groepen                                       |
| 2003 - heden | Revolutionaire Strijd                               | Griekenland                                 | Urban guerrilla groep                                                               |
| 2003–2006    | Direct Action Anti-Authoritarians Collective        | Modesto (Californië), Verenigde Staten      | Lokaal collectief                                                                   |
| 2003–2007    | Zabalaza Anarchist Communist Federation             | Zuid-Afrika                                 |                                                                                     |
| 2004 - heden | Capital Terminus Collective                         | Atlanta (Georgia), Verenigde Staten         | Lokaal collectief                                                                   |
| 2004 - heden | Red Libertaria de Buenos Aires                      | Buenos Aires, Argentinië                    | Lokaal collectief                                                                   |
| 2004 - heden | Melbourne Anarchist Communist Group                 | Melbourne, Australië                        | Lokaal collectief                                                                   |
| 2004–2006    | Queer Fist                                          | New York, Verenigde Staten                  | Lokaal lgbt-collectief                                                              |
| 2005 - heden | Anarkismo.net                                       | Internationaal                              |                                                                                     |
| 2005 - heden | Northwest Anarchist Federation                      | Canada / Verenigde Staten                   | Regionale federatie                                                                 |
| 2006 - heden | Anti-State Justice                                  | Athene, Griekenland                         | Lokale militante organisatie                                                        |
| 2006 - heden | Improvised Action                                   | Florida Verenigde Staten                    | Lokaal collectief                                                                   |
| 2006 - heden | New York Metro Alliance of Anarchists               | New York, Verenigde Staten                  | Lokaal netwerk                                                                      |
| 2007 - heden | Zabalaza Anarchist Communist Front                  | Zuid-Afrika                                 |                                                                                     |
| 2008 - heden | Buffalo Class Action                                | Buffalo (New York), Verenigde Staten        |                                                                                     |
| 2008 - heden | Conspiracy of Fire Nuclei                           | Athene, Griekenland                         | Militante organisatie                                                               |
| 2008 - heden | Columna Libertaria Joaquin Penina                   | Argentinië                                  |                                                                                     |
| 2009 - heden | Sect of Revolutionaries                             | Griekenland                                 | Militante organisatie                                                               |
| 2011 - heden | Common Struggle                                     | Verenigde Staten                            |                                                                                     |
| 2018 - heden | Anarchistisch Collectief Antwerpen                  | België                                      | Lokaal Collectief                                                                   |
| 2021 - heden | Anarchistisch Collectief Brugge                     | België                                      | Lokaal Collectief                                                                   |